# Helge Backlund
Helge Götrik Backlund (ur. 3 września 1878 w Dorpacie, zm. 29 stycznia 1958 w Uppsali) – szwedzki geolog i petrograf, profesor uniwersytetów w Turku i Uppsali. 

## Życiorys
Badał tarczę bałtycką, Grenlandię oraz Nową Ziemię. Był jednym z twórców teorii powstawania granitów ze skał osadowych (granityzacja).